# Copa dos Campeões do Norte de 1966
A Copa dos Campeões do Norte, também chamada de Torneio dos Campeões do Norte e Torneio Pentagonal dos Campeões do Norte-Nordeste, foi um torneio amistoso disputado uma única vez, em 1966. A organização foi feita pelos próprios clubes.
Participaram os cinco vencedores da fase Norte–Nordeste da Taça Brasil, a qual também rendia o título de vencedor da Taça Norte, conforme regulamento da CBD: Bahia (1959, 1961 e 1963), Fortaleza (1960), Sport (1962), Ceará (1964) e Náutico (1965). Assim, contou apenas com equipes nordestinas.
A tabela foi elaborada por Abdias Veras, diretor do Fortaleza. À frente da articulação, o presidente do Bahia e futuro deputado estadual, Osório Villas-Boas.
A competição entre os campeões da Taça Norte não teve chancela da CBD, diferentemente da própria Taça Norte, existindo interesse atual do Náutico em um reconhecimento da CBF.
O Diario de Pernambuco, em 1965, afirmou sobre o torneio:
“Realizando-se no próximo ano, em caráter experimental, o torneio poderá se transformar no futuro, dependendo o seu resultado financeiro, transformando-se num certame de alto gabarito.”

## Clubes participantes
- Bahia
- Fortaleza
- Sport
- Ceará
- Náutico

## Regulamento
O torneio foi realizado de janeiro a abril de 1966 nas três maiores cidades nordestinas, Salvador (Estádio Fonte Nova), Recife (Estádio dos Aflitos e Ilha do Retiro) e Fortaleza (Estádio Presidente Vargas). A competição tinha a característica de pontos corridos, em que a vitória valia 2 pontos e empate 1 ponto. Após oito rodadas, todos se enfrentando em jogos de ida e volta, o melhor colocado foi Náutico. O Timbu empatou sem gols com o rival rubro-negro e garantiu a conquista regional, sendo declarado campeão.

## Partidas
| Mandante  | Placar | Visitante | Data       |
| --------- | ------ | --------- | ---------- |
| Bahia     | 0-1    | Sport     | 27/01/1966 |
| Fortaleza | 2-2    | Náutico   | 27/01/1966 |
| Ceará     | 0-2    | Náutico   | 02/02/1966 |
| Sport     | 0-1    | Náutico   | 06/02/1966 |
| Fortaleza | 2-0    | Ceará     | 06/02/1966 |
| Fortaleza | 1-2    | Sport     | 09/02/1966 |
| Bahia     | 0-1    | Náutico   | 13/02/1966 |
| Ceará     | 0-0    | Sport     | 13/02/1966 |
| Sport     | 0-3    | Ceará     | 03/03/1966 |
| Bahia     | 1-3    | Fortaleza | 03/03/1966 |
| Náutico   | 3-4    | Ceará     | 06/03/1966 |
| Náutico   | 5-0    | Fortaleza | 09/03/1966 |
| Bahia     | 1-2    | Ceará     | 10/03/1966 |
| Sport     | 2-0    | Fortaleza | 13/03/1966 |
| Náutico   | 1-0    | Bahia     | 24/03/1966 |
| Sport     | 2-1    | Bahia     | 27/03/1966 |
| Ceará     | 3-0    | Bahia     | 31/03/1966 |
| Fortaleza | 1-1    | Bahia     | 03/04/1966 |
| Náutico   | 0-0    | Sport     | 06/04/1966 |
| Ceará     | 2-1    | Fortaleza | 10/04/1966 |

## Classificação
| Classificação - Final | Classificação - Final | Classificação - Final | Classificação - Final | Classificação - Final | Classificação - Final | Classificação - Final | Classificação - Final | Classificação - Final | Classificação - Final |
| Time                  | Time                  | PG                    | J                     | V                     | E                     | D                     | GP                    | GC                    | SG                    |
| --------------------- | --------------------- | --------------------- | --------------------- | --------------------- | --------------------- | --------------------- | --------------------- | --------------------- | --------------------- |
| 1º                    | Náutico               | 12                    | 8                     | 5                     | 2                     | 1                     | 15                    | 6                     | +9                    |
| 2º                    | Ceará                 | 11                    | 8                     | 5                     | 1                     | 2                     | 14                    | 9                     | +5                    |
| 3º                    | Sport                 | 10                    | 8                     | 4                     | 2                     | 2                     | 7                     | 6                     | +1                    |
| 4º                    | Fortaleza             | 6                     | 8                     | 2                     | 2                     | 4                     | 10                    | 15                    | -5                    |
| 5º                    | Bahia                 | 1                     | 8                     | 0                     | 1                     | 7                     | 4                     | 14                    | -10                   |

## Premiação
| Copa dos Campeões do Norte de 1966 |
| ---------------------------------- |
| Clube Náutico Capibaribe Campeão   |